# Marolles (Oise)
Marolles is een gemeente in het Franse departement Oise (regio Hauts-de-France) en telt 621 inwoners (1999). De plaats maakt deel uit van het arrondissement Senlis.

## Geografie
De oppervlakte van Marolles bedraagt 13,3 km², de bevolkingsdichtheid is 46,7 inwoners per km².
De onderstaande kaart toont de ligging van Marolles (Oise) met de belangrijkste infrastructuur en aangrenzende gemeenten.

## Demografie
Onderstaande figuur toont het verloop van het inwonertal (bron: INSEE-tellingen).

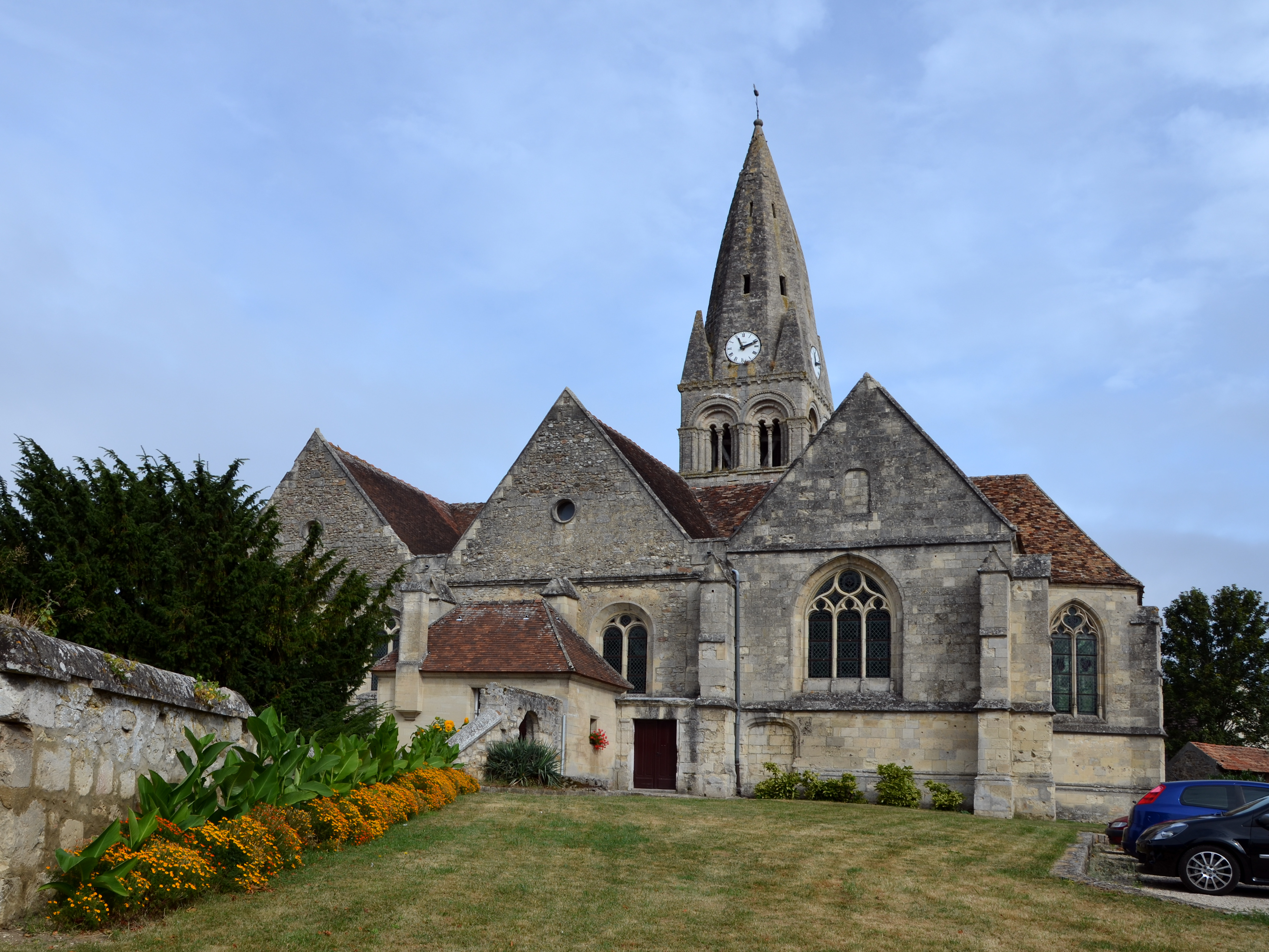
Kerk van Marolles